# آرثر هوارد
آرثر هوارد (بالإنجليزية: Arthur Howard)‏ هو ممثل بريطاني (وحمل سابقاً جنسية المملكة المتحدة لبريطانيا العظمى وأيرلندا)، ولد في 18 يناير 1910 بلندن في المملكة المتحدة، وتوفي بنفس المكان في 18 يونيو 1995.

## وصلات خارجية
- آرثر هوارد على موقع IMDb (الإنجليزية)
- آرثر هوارد على موقع قاعدة بيانات الفيلم (الإنجليزية)